# Popa
Popa is een monotypisch geslacht van bidsprinkhanen uit de  familie van de Mantidae. 

## Soort
- Popa spurca Stål, 1856